# Hemigraphis rumphii
Hemigraphis rumphii är en akantusväxtart som beskrevs av Cornelis Eliza Bertus Bremekamp. Hemigraphis rumphii ingår i släktet Hemigraphis och familjen akantusväxter. Inga underarter finns listade i Catalogue of Life.